# Militärkuppen i Zimbabwe 2017

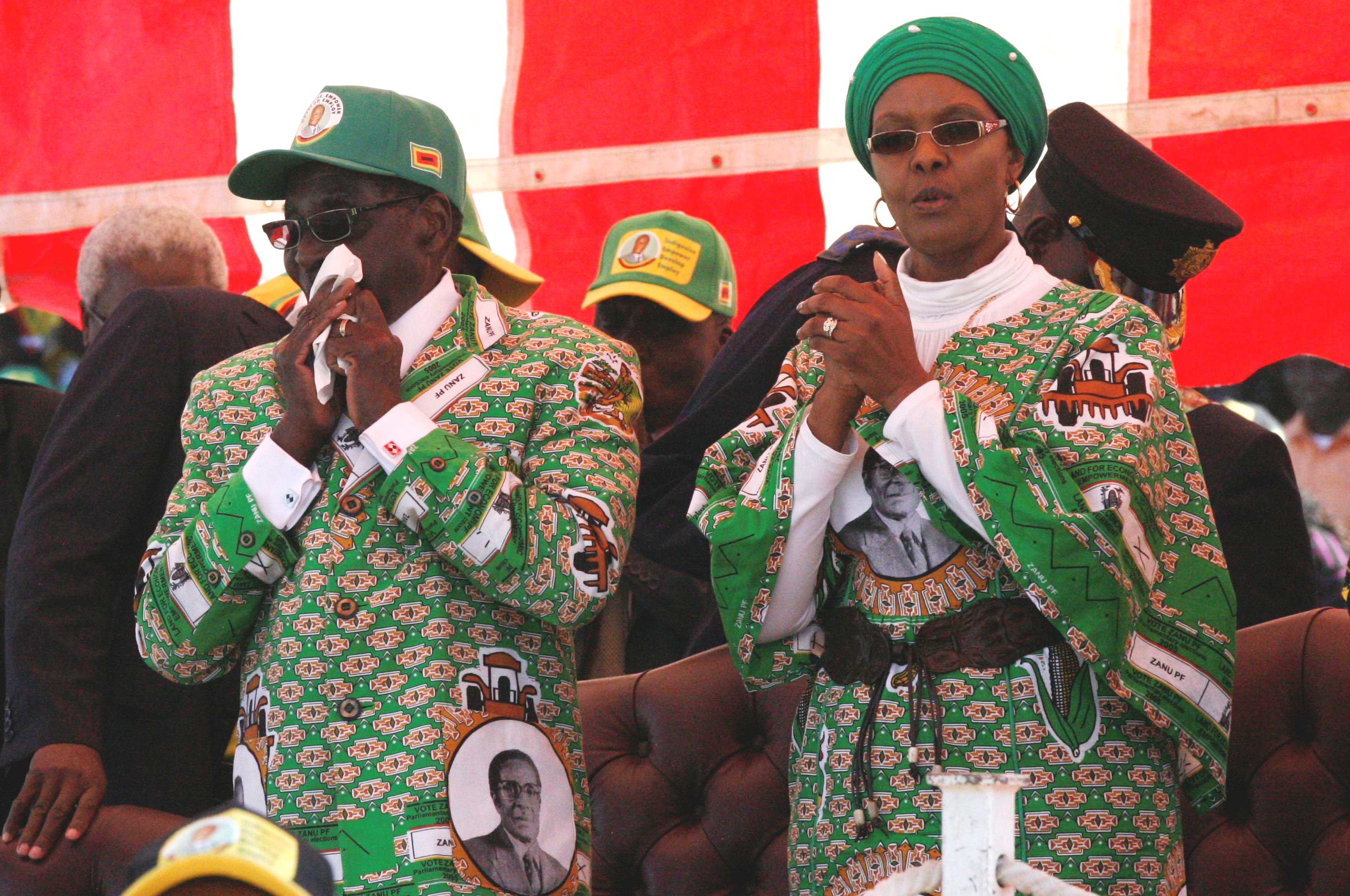
Robert Mugabe och Grace Mugabe år 2013

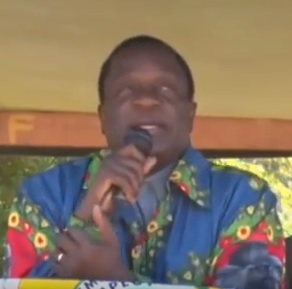
Emmerson Mnangagwa 2015.

Kvällen den 14 november 2017 tog delar av militären i Zimbabwe över TV-stationen Zimbabwe Broadcasting Corporation i Harare. Militären tog kontrollen över landet och satte presidenten Robert Mugabe i husarrest. Även oppositionsledaren Morgan Tsvangirai återvände till Zimbabwe och krävde Mugabes avgång. Mugabe avsattes 19 november 2017 som ledare för Zanu-PF och ersattes som partiledare av Emmerson Mnangagwa. 
Inför hotet om riksrätt väntades Mugabe avgå från presidentposten den 19 november, men han meddelade tvärtom att han avsåg sitta kvar. Efter fortsatt tryck, avgick ändå Robert Mugabe den 21 november, efter 37 år vid makten. Den 24 november svors Emmerson Mnangagwa in som ny president inför 80 000 människor i Harare.

## Bakgrund
I början av oktober 2017 uppstod spänningar mellan dåvarande vicepresident Emmerson Mnangagwa och presidenthustrun Grace Mugabe, två ledande figurer för att ersätta den 93-årige Robert Mugabe som president i Zimbabwe. Mnangagwa, som hade varit Mugabes allierade sedan Zimbabwes självständighet på 1960-talet, sa att läkare hade bekräftat att han hade förgiftats i augusti 2017. Detta ledde till att han behövde söka behandling på ett sjukhus i Sydafrika.
Mnangagwa anses ha varit den person i den politiska ledningen som under Mugabes tid haft närmast band med landets militär.